# Angelica Moratelli
Angelica Moratelli, née le 17 août 1994, en Italie, est une joueuse italienne de tennis.

## Carrière professionnelle
Angelica Moratelli commence sa carrière sur le circuit ITF en 2012. Elle a remporté, à ce jour, 9 titres en simple et 28 en double.
En juillet 2023, elle parvient en finale du tournoi WTA 250 de Palerme avec sa compatriote Camilla Rosatello mais elles échouent à remporter le titre.
Deux mois plus tard, toujours avec la même partenaire, elle remporte le tournoi WTA 125 de Bucarest.

## Palmarès

### Titre en double dames
Aucun.

### Finales en double dames
| No | Date       | Nom et lieu du tournoi                         | Catégorie | Dotation  | Surface      | Vainqueures                        | Partenaire         | Score    |          |
| -- | ---------- | ---------------------------------------------- | --------- | --------- | ------------ | ---------------------------------- | ------------------ | -------- | -------- |
| 1  | 17-07-2023 | 34th Palermo Ladies Open Palerme               | WTA 250   | 259 303 $ | Terre (ext.) | Yana Sizikova Kimberley Zimmermann | Camilla Rosatello  | 6-2, 6-4 | Parcours |
| 2  | 03-02-2025 | Transylvania Open Cluj-Napoca                  | WTA 250   | 275 094 $ | Dur (int.)   | Magali Kempen Anna Sisková         | Jaqueline Cristian | 6-3, 6-1 | Parcours |
| 3  | 18-05-2025 | Grand Prix SAR La Princesse Lalla Meryem Rabat | WTA 250   | 275 094 $ | Terre (ext.) | Maya Joint Oksana Kalashnikova     | Camilla Rosatello  | 6-3, 7-5 | Parcours |

### Titres en double en WTA 125
| No | Date       | Nom et lieu du tournoi            | Catégorie | Dotation  | Surface      | Partenaire        | Finalistes                       | Score            |          |
| -- | ---------- | --------------------------------- | --------- | --------- | ------------ | ----------------- | -------------------------------- | ---------------- | -------- |
| 1  | 11-09-2023 | Țiriac Foundation Trophy Bucarest | WTA 125   | 115 000 $ | Terre (ext.) | Camilla Rosatello | V. Grammatikopoúlou Anna Sisková | 7-5, 6-4         | Parcours |
| 2  | 25-03-2024 | Megasaray Hotels Open Antalya     | WTA 125   | 115 000 $ | Terre (ext.) | Camilla Rosatello | Tímea Babos Vera Zvonareva       | 6-3,3-6, [15-13] | Parcours |

### Finales en double en WTA 125
| No | Date       | Nom et lieu du tournoi                      | Catégorie | Dotation  | Surface      | Vainqueures                      | Partenaire          | Score            |          |
| -- | ---------- | ------------------------------------------- | --------- | --------- | ------------ | -------------------------------- | ------------------- | ---------------- | -------- |
| 1  | 19-02-2024 | Vallarta Open Puerto Vallarta               | WTA 125   | 115 000 $ | Dur (ext.)   | Iryna Shymanovich Renata Zarazúa | Camilla Rosatello   | 6-2, 7-61        | Parcours |
| 2  | 03-06-2024 | Open delle Puglie Bari                      | WTA 125   | 115 000 $ | Terre (ext.) | Anna Danilina Irina Khromacheva  | Renata Zarazúa      | 6-1, 6-3         | Parcours |
| 3  | 10-06-2024 | BBVA Open Internacional de Valencia Valence | WTA 125   | 115 000 $ | Terre (ext.) | Katarzyna Piter Fanny Stollár    | Renata Zarazúa      | 6-1, 4-6, [10-8] | Parcours |
| 4  | 02-09-2024 | Guadalajara 125 Open Guadalajara            | WTA 125   | 115 000 $ | Dur (ext.)   | Katarzyna Piter Fanny Stollár    | Sabrina Santamaria  | 6-4, 7-5         | Parcours |
| 5  | 28-04-2025 | Open 35 de Saint-Malo Saint-Malo            | WTA 125   | 115 000 $ | Terre (ext.) | Maia Lumsden Makoto Ninomiya     | Oksana Kalashnikova | 7-5, 6-2         | Parcours |

## Parcours en Grand Chelem

### En simple dames
N'a jamais participé à un tableau final.

### En double dames
| 2024 | 1er tour (1/32) S. Murray Sharan \|\| style="text-align:left;" \| T. Babos A. Bondár | 1er tour (1/32) C. Rosatello \|\| style="text-align:left;" \| M. Linette B. Pera    | 1er tour (1/32) N. Podoroska \|\| style="text-align:left;" \| M. Kato Zhang S.          | 1/8 de finale J. Cristian \|\| style="text-align:left;" \| G. Dabrowski E. Routliffe |  |
| 2025 | 1er tour (1/32) K. Piter \|\| style="text-align:left;" \| M. Andreeva D. Shnaider    | 1er tour (1/32) C. Bucșa \|\| style="text-align:left;" \| E. Alexandrova P. Stearns | 1er tour (1/32) S. Santamaria \|\| style="text-align:left;" \| S. Cîrstea A. Kalinskaya |                                                                                      |  |

N.B. : le nom de la partenaire se trouve sous le résultat ; les noms des ultimes adversaires se trouvent à droite.

## Classements WTA en fin de saison
| Année          | 2012 | 2013 | 2014 | 2015 | 2016 | 2017 | 2018 | 2019 | 2020 | 2021 | 2022 | 2023 | 2024 |
| Rang en simple | 474  | 335  | 1005 | –    | 409  | 803  | 412  | 466  | 473  | 513  | 343  | 539  | –    |
| Rang en double | –    | 423  | 764  | 985  | 292  | 530  | 473  | 304  | 319  | 298  | 186  | 87   | 74   |

Source : (en) Classements de Angelica Moratelli sur le site officiel de la Fédération internationale de tennis